# Andrew Tynes
Andrew Tynes (né le 13 février 1972) est un ancien athlète bahaméen, spécialiste du 200 m.
Il remporte la médaille d'or lors des Jeux d'Amérique centrale et des Caraïbes en 1993 et lors des Championnats du même nom, et une médaille d'argent lors des Jeux panaméricains de 1995.
Son meilleur temps est de 20 s 22 (avril 1993 à El Paso). Il détient aussi le record du relais 4 × 100 m bahaméen.